# Вулиця Мініна (Мелітополь)
Вулиця Мініна — вулиця в Мелітополі на Юрівці. Починається від вулиці Пирогова, повертає під прямим кутом і виходить на вулицю Пожарського. Забудована приватними будинками.

## Назва
Вулиця названа на честь Кузьми Мініна, російського національного героя, одного з організаторів і керівників Другого народного ополчення городян і селян Московії проти Польсько-литовської окупації.
Поруч з вулицею знаходиться однойменний провулок Мініна, а також вулиця Пожарського, названа на честь князя Дмитра Пожарського, який організовував народне ополчення спільно з Мініним.

## Історія
Вулиця вперше згадується 20 грудня 1946 під назвою Аеродромна (Аеродромна 1-ша).
7 жовтня 1960 було затверджено рішення розбити Аеродромну вулицю на дві й перейменувати одну з них на вулицю Пожарського, а другу (теперішню вулицю Мініна) — на вулицю Єсеніна.
26 крітня 1961 року вулиця Єсеніна була перейменована на вулицю Мініна.